# Клинавас
Клинавас (лит. Klinavas) — деревня в Калварийском самоуправлении Мариямпольского уезда Литвы. Входит в состав Любавасского староства.

## География
Деревня расположена на юго-западе Литвы, в пределах Судувской возвышенности, к северу от реки Шешупе, вблизи государственной границы с Польшей, на расстоянии приблизительно 26 километров к юго-западу от города Мариямполе, административного центра уезда. Абсолютная высота — 171 метр над уровнем моря.
Ближайшие населённые пункты — Любавас, Мантримай, Скайстеляй, Юргишкяй, Паграужяй.

## История
В 1827 году в Клиново имелось 10 домов и проживал 81 человек.
В 1888 году в деревне проживало 73 человека. В этнической структуре населения большинство составляли литовцы (63 человека), остальные — поляки. В административном отношении деревня входила в состав гмины Любово Кальварийского уезда Сувалкской губернии.

## Население
По данным официальной переписи 2011 года численность населения Клинаваса составляла 9 человек (5 мужчин и 4 женщины).